# Mrlak
Mrlak je priimek več znanih Slovencev:
- Toni Mrlak (1950—1991), vojaški pilot